# The Revolt
The Revolt è un film muto del 1916 diretto da Barry O'Neil che aveva come interpreti Frances Nelson, Arthur Ashley, Madge Evans, Clara Whipple, Frank Beamish, Augusta Burmeister, George MacQuarrie.
La sceneggiatura di Frances Marion si basa sul romanzo omonimo di Edward Locke, pubblicato a New York il 1º aprile 1915.

## Trama
Anna e John si sposano: lei, per vivere, prima del matrimonio lavorava come commessa. Adesso, sposa e madre felice di un venditore di successo, si gode la nuova prosperità e le gioie della famiglia. John, però, mentre si aspetta fedeltà e una condotta proba da parte della moglie, non ritiene di doversi attenere agli stessi principi. Anna, dopo un po', si stanca della situazione e decide di adottare la stessa filosofia di vita del marito. Lascia a casa la figlia Nannie e se ne va a una festa organizzata dall'amica Lena. Il party ben presto perde ogni freno, trasformandosi in un'orgia. Uno degli amici di Lena cerca di sedurre Anna che viene salvata dal dottor Goode che la riporta a casa. Anche John ha lasciato i suoi divertimenti e, adesso, è disperato a causa delle condizioni di Nannie, che è caduta malata senza che nessuno dei due genitori fosse lì ad accudirla. Il dottore, dopo avere curato la bambina, rivolge le sue cure anche ai genitori, convincendo John di accettare le sue responsabilità di marito e di padre.

## Produzione
Il film fu prodotto dalla World Film.

## Distribuzione
Il copyright del film, richiesto dalla World Film Corp., fu registrato il 15 settembre 1916 con il numero LU9131. 
Distribuito dalla World Film e presentato da William A. Brady, il film uscì nelle sale cinematografiche statunitensi il 2 ottobre 1916.
Non si conoscono copie ancora esistenti della pellicola che viene considerata presumibilmente perduta.